# Gefährliches Leben
Gefährliches Leben (Originaltitel: Clandestinos, auf Deutsch: Illegale) ist ein kubanischer Film aus dem Jahr 1987 im Stile eines Politthrillers. Er kam am 13. Januar 1989 in die Kinos der DDR und wurde von der DEFA synchronisiert.

## Handlung
Um 1956 beschließt eine Gruppe junger Erwachsener, gegen die Batista-Diktatur zu kämpfen. Die Freunde verlassen die Legalität und befinden sich bald in einem gnadenlosen Kampf mit der Polizei und dem Geheimdienst.  Unter dieser permanenten Extremsituation leiden ihre zwischenmenschlichen Gefühle. Einfühlsam beschreibt der Film die Träume, Ängste und Sehnsüchte der Illegalen. Nach einem Überfall auf ein Waffengeschäft wird die Gruppe von der Polizei gestellt. Die meisten Gruppenmitglieder werden getötet.

## Synchronisation
| Rolle  | Darsteller   | Synchronsprecher |
| ------ | ------------ | ---------------- |
| Carmen | Susana Pérez | Hellena Büttner  |